# Институт цитологии и генетики СО РАН
Институ́т цитоло́гии и гене́тики СО РАН научно-исследовательское учреждение в составе Сибирского отделения Академии наук СССР. Создан в 1957 году. Расположен в новосибирском Академгородке.

## Направления исследований
Основные цели работы Федерального исследовательского центра Институт цитологии и генетики СО РАН:
- Получение новых фундаментальных знаний в области молекулярной генетики и клеточной биологии и разработка на этой основе прорывных генетических технологий для агропромышленного комплекса, медицины и биотехнологии;
- Проведение полных циклов исследований от генерации фундаментальных знаний до прикладных разработок в указанных областях.

Приоритетные проекты ФИЦ Институт цитологии и генетики СО РАН:
- Молекулярная генетика, клеточная биология, биоинформатика, биотехнологии;
- Генетика человека и животных;
- Генетическая платформа для решения задач селекции растений: фундаментальные исследования и прикладные разработки.

## История
ИЦиГ был организован в 1957 году, как первый генетический институт, вновь созданный в системе Академии наук СССР. Директором-организатором и первым директором ИЦиГ до осени 1959 года был академик Н. П. Дубинин. Институт формировался как многопрофильное научное учреждение для решения фундаментальных и прикладных задач в области генетики, цитологии, молекулярной биологии и селекции. С 1959 по 1985 год, при директоре Беляеве, спектр исследований Института существенно расширился за счет новых направлений — хромосомной и генной инженерии, физиологической генетики, математической биологии и др. В период с 1985 по 2007 год, при директоре Шумном, важнейшим направлением развития Института стала интеграция методов классической генетики с молекулярными, клеточными, онтогенетическими и популяционными подходами. С 2007 г. (директор — академик Н. А. Колчанов) ключевое значение приобретает комплексный подход к изучению генетических основ организации и функционирования живых систем на базе междисциплинарных исследований и интеграции экспериментальных и биоинформатических методов. Институту принадлежат лидерские позиции по ряду наиболее перспективных направлений генетики, селекции, клеточной и молекулярной биологии, эволюционной и физиологической генетики, системной биологии, биотехнологии, биомедицины.
31 декабря 2014 года Федеральное агентство научных организаций (ФАНО России) издало приказ о создании первого Федерального исследовательского центра (ФИЦ) в Сибирском отделении РАН. Таким ФИЦ стал Институт цитологии и генетики СО РАН, к которому в виде филиала присоединен Сибирский научно-исследовательский институт растениеводства и селекции СО РАСХН.
Директором-организатором ФИЦ стал академик РАН Николай Александрович Колчанов. 28 апреля 2015 года ФИЦ был зарегистрирован официально.
15 мая 2017 года в состав ИЦиГ СО РАН вошли два филиала, образованных на основе институтов СО РАМН: НИИ клинической и экспериментальной лимфологии, НИИ терапии и профилактической медицины. В 2017 году в ФИЦ была введена должность научного руководителя и первым научным руководителем ФИЦ стал Н. А. Колчанов.

## Директора Института
- академик АН СССР Н. П. Дубинин (1957—1959), организатор института
- академик АН СССР Д. К. Беляев (1959—1985)
- академик РАН В. К. Шумный (1986—2007)
- академик РАН Н. А. Колчанов (2007—2017), директор, организатор ФИЦ
- врио директора С. В. Лаврюшев (2017—2018)
- академик РАН А. В. Кочетов (с 2018)

## Общие сведения
Учреждение насчитывает более 1 тыс. 500 сотрудников, более 500 научных работников. ФИЦ располагает крупными центрами коллективного пользования. Один из них, Центр генетических ресурсов лабораторных животных Архивная копия от 15 августа 2013 на Wayback Machine ИЦиГ СО РАН, имеет федеральный статус уникальной научной установки Архивная копия от 28 апреля 2016 на Wayback Machine, второй Центр коллективного пользования микроскопического анализа биологических объектов СО РАН Архивная копия от 17 мая 2015 на Wayback Machine имеет статус центра коллективного пользования СО РАН.
Инфраструктура ФИЦ располагается в пяти муниципальных образованиях Новосибирской области. Общий объём земель сельхозназначения, находящихся в управлении ФИЦ, превышает 30 тыс. гектар.
ФИЦ имеет мощный научно-образовательный комплекс, включающий аспирантуру, ординатуру, базовые кафедры Новосибирского государственного университета, Новосибирского медицинского университета и Новосибирского аграрного университета, а также Лабораторию экологического воспитания Архивная копия от 15 августа 2013 на Wayback Machine. Создание магистратуры при ФИЦ обеспечит непрерывный цикл подготовки высококвалифицированных научных кадров, выполнения фундаментальных исследований и прикладных разработок, проектов полного цикла.
Основополагающая идея развития Института — интеграция молекулярных, клеточных, онтогенетических и популяционных исследований для понимания генетических механизмов изменчивости и эволюции. Особое внимание уделяется созданию генетических моделей как на растениях, так и на животных для изучения генетической структуры сложных в функциональном отношении признаков — поведения, стрессреактивности, систем размножения, наследственных патологий у животных и человека, симбиотической азотфиксации у растений и многих других признаков.
Федеральный исследовательский центр издаёт 4 научных журнала.
- Вавиловский журнал генетиков и селекционеров Архивная копия от 8 июля 2017 на Wayback Machine, образован в 1997 году и первоначально назывался «Информационный вестник ВОГиС» и являлся официальным изданием ВОГиС
- Журнал Атеросклероз Архивная копия от 13 июля 2017 на Wayback Machine, журнал издаётся на базе НИИТПМ — филиала ИЦиГ СО РАН и издательства СО РАН
- Сибирский научный медицинский журнал Архивная копия от 14 июля 2017 на Wayback Machine, ранее журнал издавало СО РАМН, но в 2017 году СО Медицинских наук, как юридическое лицо, вошло в состав ИЦиГ СО РАН.
- Письма в Вавиловский журнал генетики и селекции Архивная копия от 6 ноября 2019 на Wayback Machine, сетевой научный журнал открытого доступа, с 2015 по 2019 назывался Письма в Вавиловский журнал.

## Известные сотрудники института
- Кочетов, Алексей Владимирович — директор, академик РАН, д.б.н., президент ВОГиС
- Колчанов, Николай Александрович — научный руководитель института, академик РАН, д. б. н.
- Шумный, Владимир Константинович — советник РАН, академик РАН, д. б. н.
- Иванова, Людмила Николаевна — заведующая лабораторией физиологической генетики, академик РАН, д. б. н.
- Дыгало, Николай Николаевич — заведующий лабораторией функциональной нейрогеномики, чл.-корр. РАН, д.б.н.;
- Трут, Людмила Николаевна — заведующая лабораторией эволюционной генетики, д. б. н., профессор.
- Семешин Валерий Фёдорович — д. б. н.
- Беляев, Дмитрий Константинович — д.б.н., академик АН СССР.
- Воронцов, Николай Николаевич — д.б.н., профессор.
- Дубинин, Николай Петрович — д.б.н.
- Корочкин, Леонид Иванович — д.м.н., профессор.
- Закиян Сурен Минасович — д.б.н., профессор.
- Никоро, Зоя Сафроновна — к.б.н., доцент.
- Кикнадзе, Ия Ивановна — д.б.н., профессор.
- Майстренко, Ольги Ивановна
- Христолюбова, Нинель Борисовна — д.б.н.
- Мирюта, Юрий Петрович — д.б.н., профессор.
- Привалов, Григорий Федорович — д.б.н.
- Раушенбах, Юрий Оскарович — д.б.н., профессор.
- Мартынова, Раиса Павловна — д.б.н.
- Плохинский, Николай Александрович — д.с.н., профессор.
- Стакан, Галина Андреевна — д.б.н., профессор.
- Тихонов, Вилен Николаевич — д.б.н., профессор.
- Енкен Вадим Борисович — д.с.-х.н., профессор.

## Памятники около института
- Памятник лабораторной мыши, открыт в 2013 году;
- Памятник домашней лисе. В честь 100-летия со дня рождения академика Д. К. Беляева в августе 2017 года рядом с ИЦИГ СО РАН открыли памятник, на котором прирученная лиса дает ученому лапу и виляет хвостом. Константин Зинич, скульптор (Красноярск): «Философия прикосновения лисички и человека — это сближение, доброта, нет какой-то агрессии со стороны лисички — она же была дикая, а он её генетическим образом сделал домашней»[3];
- Сад победы[4], открыт 9 мая 2016 года. В его начале установлен памятный камень в честь ветеранов Великой Отечественной войны, сотрудников Института.
- Вавиловский огород — поддержав инициативу ВИРа сотрудники ИЦиГ СО РАН открыли в 2020 году огород Вавилова на Тропе науки проходящей возле Института.